# Chartreuse de Padula
La Chartreuse de Padula (en italien : Certosa di Padula ou encore Certosa di San Lorenzo) est l'un des plus importants sites monastiques d'Europe. Elle est située à Padula, dans la vallée de Diano (province de Salerne, Campanie).
En 1998, la chartreuse de Padula est inscrite sur la liste du patrimoine mondial de l'humanité établie par  l'Unesco avec le parc national du Cilento et du Val de Diano ainsi que les aires archéologiques de Paestum et Velia.

## Histoire
L'histoire de l'édifice couvre une période d'environ 500 ans. Fondée par Tommaso Sanseverino en 1306 sur le site préexistant d'un monastère dédié à saint Laurent, la chartreuse n'a cessé de croître et de s'agrandir jusqu'à l'époque de la domination napoléonienne lors de laquelle, en 1807, les ordres religieux sont abolis. Les moines sont contraints de quitter le couvent et, durant la période muratienne du royaume de Naples, l'ordre périclite.
Il reprend ensuite possession de la chartreuse, mais le monastère tombe en désuétude. Abandonné par les moines en 1866, son patrimoine (archives, livres et objets d'art sacré) est alors pillé. En 1882, l'État italien le déclare monument national. Mais il est ensuite utilisé à divers usages, successivement prison, lazaret, école et même camp de prisonniers au cours de la seconde guerre mondiale, qui font peu de cas de la préservation du patrimoine.
En 1982, sous l'égide de la Soprintendenza BAAAS de Salerne et Avellino, d'importants travaux de restauration lui redonnent tout son éclat. Il est finalement inscrit sur la liste du patrimoine mondial de l'humanité en 1998.
Aujourd'hui la chartreuse accueille aussi le musée archéologique de la Lucania, qui rassemble une collection de vestiges provenant des fouilles de la nécropole de Sala Consilina et de Padula. Ce musée couvre une période qui va de la préhistoire à la période hellénistique.
En 2008, la chartreuse a été promue siège de la représentation de l'Observatoire Européen du Paysage.

## Description
L'ensemble monastique s'articule autour de deux espaces appelés la « maison basse », dédiée aux frères convers responsables de la partie administrative, et la  « maison haute  », où vivaient les Pères dans la contemplation et le silence absolu. Si cette structure immuable se retrouve dans l'édifice actuel, il reste peu d'éléments d'origine de la chartreuse, à l'exception de la porte de l'église datant de 1374 et des voûtes de l'église elle-même. À partir du Concile de Trente (moitié du XVIe siècle), de grands travaux d'extension ont radicalement changé l'ancienne structure du XIVe siècle. C'est dans ces années-là qu'ont été entrepris, entre autres, la réalisation du grand cloître et celle de l'escalier elliptique. Les derniers aménagements datent du XVIIIe siècle, avec notamment la construction du réfectoire et les nombreuses décorations en stuc.

### La cour extérieure
L'entrée de la chartreuse s'effectue par une grande cour rectangulaire autour de laquelle se répartissent les bâtiments de la vie quotidienne nécessaires à la subsistance des moines : les écuries, magasins, granges, fours, caves, la blanchisserie et la presse à olives. Sur la gauche, se trouvent également la boutique de l'apothicaire, ouverte à la population, et, à sa suite, les logements du personnel non religieux (en 1771, le monastère employait 195 personnes dont une centaine de salariés).  Au fond de la cour, la façade de la chartreuse, de style maniériste tardif, est du XVIe siècle avec des adjonctions datées de 1723 comme l'atteste une inscription sculptée sur le fronton au-dessous de la devise Fefix coefi porte.

### Le cloître de la Foresteria

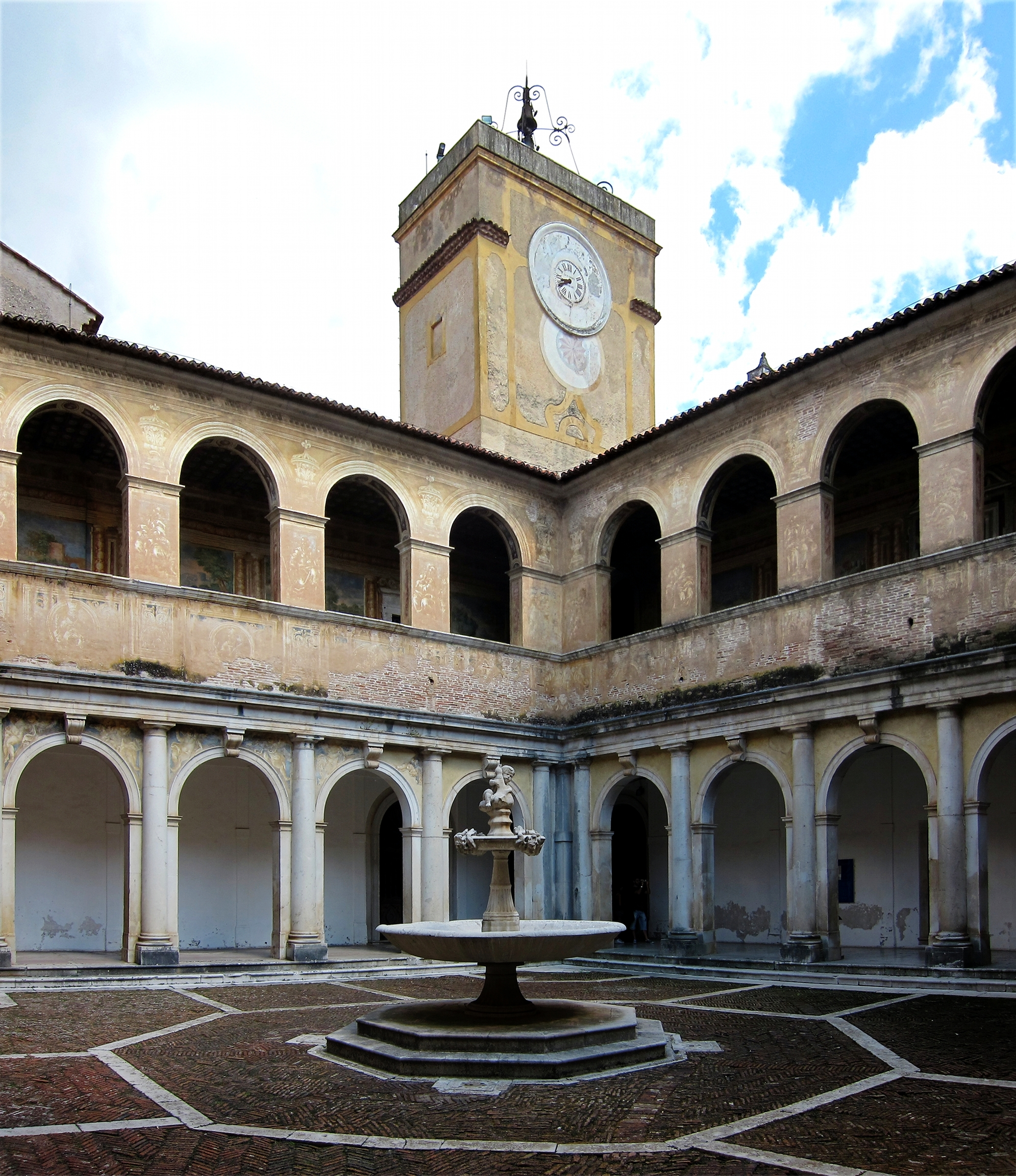
Le cloître de la Foresteria

Passé la cour extérieure, on accède à la « maison basse » par le cloître de la Foresteria. Lui aussi de style maniériste tardif, il comprend une fontaine en son centre et une galerie à côté de laquelle s'élève la tour de l'horloge. La galerie est décorée de fresques du XVIIe siècle dans le style paysagiste napolitain de Domenico Gargiulo : vues de forêts, de paysages, de scènes de la vie rurale. Le cloître donne accès à une chapelle, dite de la Vierge des morts (Madonna dei Morti), et à l'entrée de l'église.

### L'église
Le cloître ouvre sur l'église Saint-Laurent qui conserve une porte en cèdre du Liban du XVIe siècle insérée dans un portail en pierre du Cinquecento. L'église est divisée en deux parties séparées par un mur, la première étant réservée aux profanes et la seconde aux moines, et comprend cinq chapelles sur le côté droit. La partie non monastique de la nef comprend 24 stalles sur lesquelles sont représentés en haut des figures de saints, d'évêques, de martyrs et des quatre évangélistes, surmontées chacune d'une phrase, et en bas des paysages et des bâtiments. Elles sont datées de 1507 et signées de Giovanni Gallo. La partie monastique comprend 36 stalles datées de 1503 sur lesquelles sont représentées des scènes du Nouveau Testament sur les dossiers et l'histoire des martyres sur la partie inférieure. Le chœur présente un extraordinaire autel en pierre sculptée rehaussé de nacres et de lapis-lazuli attribué à Giovan Domenico Vinaccia. L'église est décorée de stucs dorés du XVIIIe siècle apposés sur la structure du XIVe siècle. La voute porte des scènes de l'Ancien Testament réalisées par le peintre palermitain Michele Ragolìa. Les murs du chœur ne portent plus que trois tableaux, réalisés dans les années 1860. Ils représentent, à droite, la mort de Saint Bruno, à gauche, le martyre de Saint Laurent, et au centre, Saint Laurent et Saint Bruno aux pieds de la Vierge. Derrière l'autel s'ouvre la sacristie qui comprend des rangements datés de 1684 et un ciboire monumental attribué au sculpteur sicilien Giacomo Del Duca.

### Le cloître de l'ancien cimetière et la chapelle du fondateur

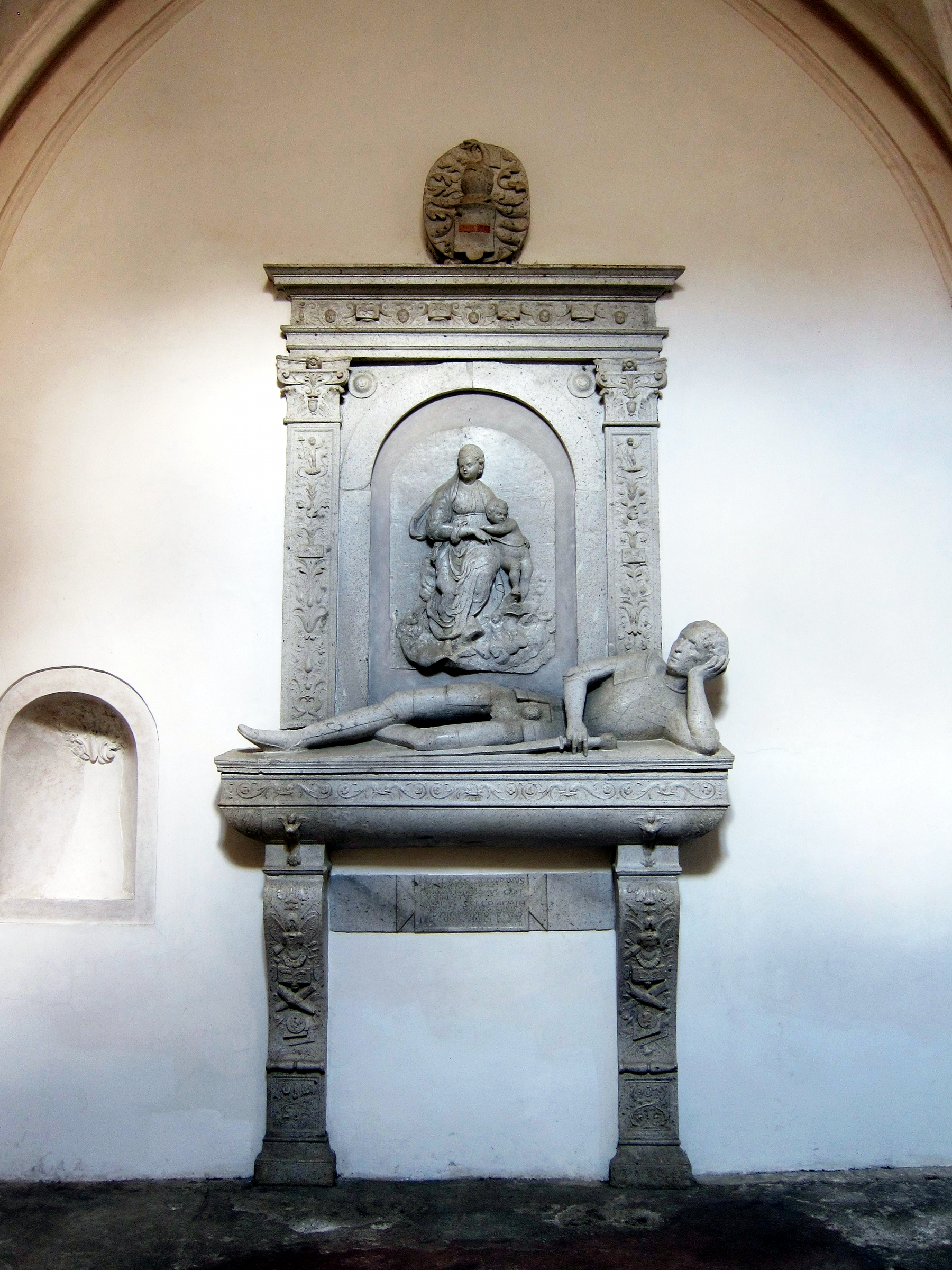
La chapelle du fondateur

Le cloître de l'ancien cimetière était traversé par les moines pour se rendre à l'église. Il présente une croix en son centre et de nombreux éléments du XVIIIe siècle, une balustrade ajourée, des gargouilles en forme de masques et des stucs. Il a été abandonné quand les moines en ont établi un nouveau dans le grand cloître. La chapelle du fondateur se trouve dans un angle du cloître. Elle est postérieure de plus d'un siècle à la mort de Tommaso Sanseverino survenue en 1324. Très dépouillée, elle comprend un autel et un sarcophage de pierre où il est représenté en guerrier endormi.

### La cuisine et la cave
L'aménagement actuel de la cuisine date du XVIIIe siècle. Le mur du fond porte une fresque de 1600 représentant le Christ entouré par les moines chartreux. Elle conserve une grande cheminée revêtue de majolique provenant de l'ancienne salle capitulaire. La légende raconte qu'il y fut préparée une omelette de mille œufs pour un repas de Charles Quint en 1535. Les caves sont accessibles par deux portes de part et d'autre de la hotte. Elles renferment une énorme presse datée de 1785.

### Le réfectoire
Le réfectoire a été construit dans les premières années du XVIIIe siècle. Le mur du fond porte une toile du peintre napolitain Alessio d'Elia datée de 1749 représentant les Noces de Cana. Les murs portent soixante stalles en bois de noyer, devant lesquelles étaient placées de longues tables où les moines mangeaient les jours de fête ou de carême. Sur le mur de droite est suspendue une chaire soutenue par l'aigle royal.

### L'appartement et le jardin du prieur
L'appartement du prieur bénéficie d'une chapelle privée dédiée au saint patron de Padula, Saint Michel. Elle présente des décorations en stuc doré sur les murs et quatre peintures du XVIIIe siècle représentant des épisodes de la vie du saint. L'appartement débouche sur une loggia qui donne sur le jardin du prieur. La loggia est décorée de fresques peintes par Francesco De Martino de Buonabitacolo.

### La bibliothèque
La bibliothèque est contigüe à l'appartement du prieur qui jouit d'un accès direct. L'antichambre de la bibliothèque est par ailleurs desservie par un escalier torsadé du XVe siècle composé de 38 marches monolithiques, véritable chef-d'œuvre d'équilibre et de légèreté. La bibliothèque, elle-même, est revêtue d'un sol de terre cuite et de faïence. Les murs portent des rangements en bois de noyer et le plafond est recouvert d'une toile peinte à la détrempe représentant des scènes allégoriques.

### Le grand cloître
Le grand cloître, dont la construction commencée en 1583 s'est étendue sur près de deux siècles, est le plus grand d'Europe. D'une superficie de plus 15 000 m2, il mesure 149 × 104 mètres. Sa galerie est supportée par 84 colonnes de pierre et son centre est occupé par une fontaine datée de 1640. Le nouveau cimetière, établi dans un coin du cloître, est entouré par une balustrade qui porte des crânes pour rappeler sa fonction.
À l'extrémité du cloître, un magnifique escalier de forme elliptique à double rampe conçu par l'architecte Gaetano Barba (it) permet d'accéder à la « maison haute ».

### Le jardin
Le domaine comprend également un parc de 20 hectares où les moines cultivaient les plantes médicinales, céréales, légumes et fruits.

## Galerie

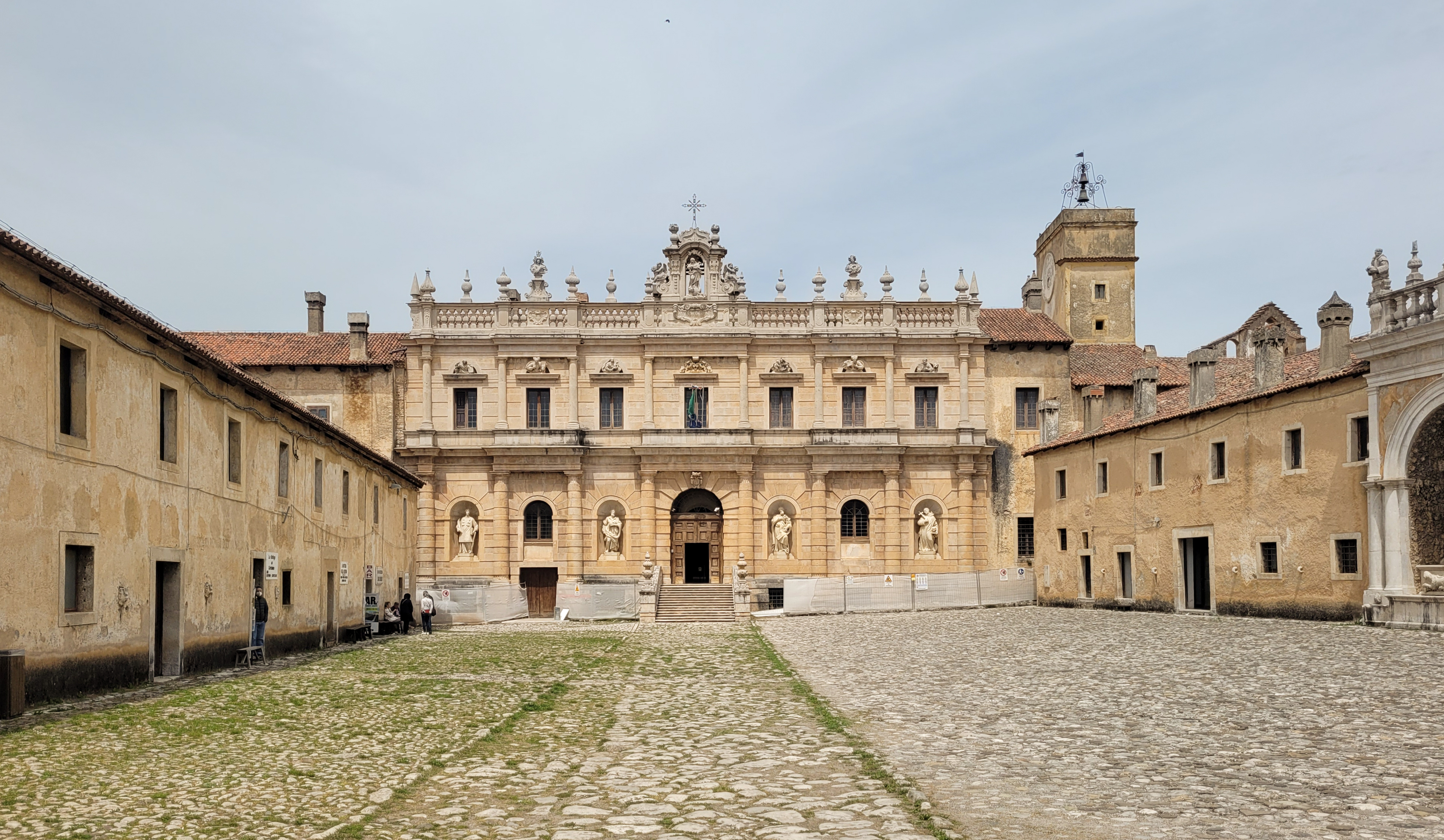
Cour extérieure de la Certosa.
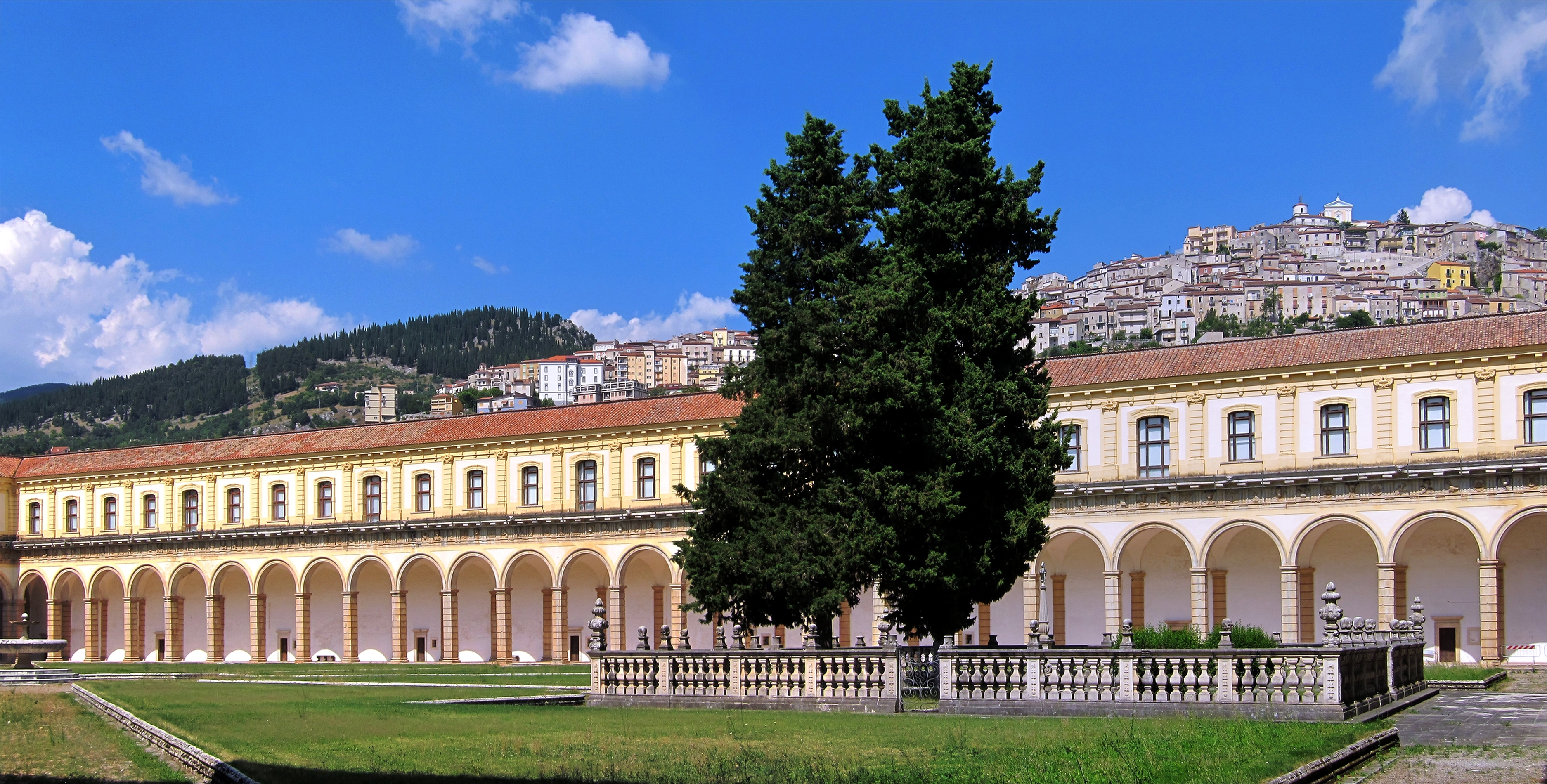
Vue de l'intérieur du grand cloître.
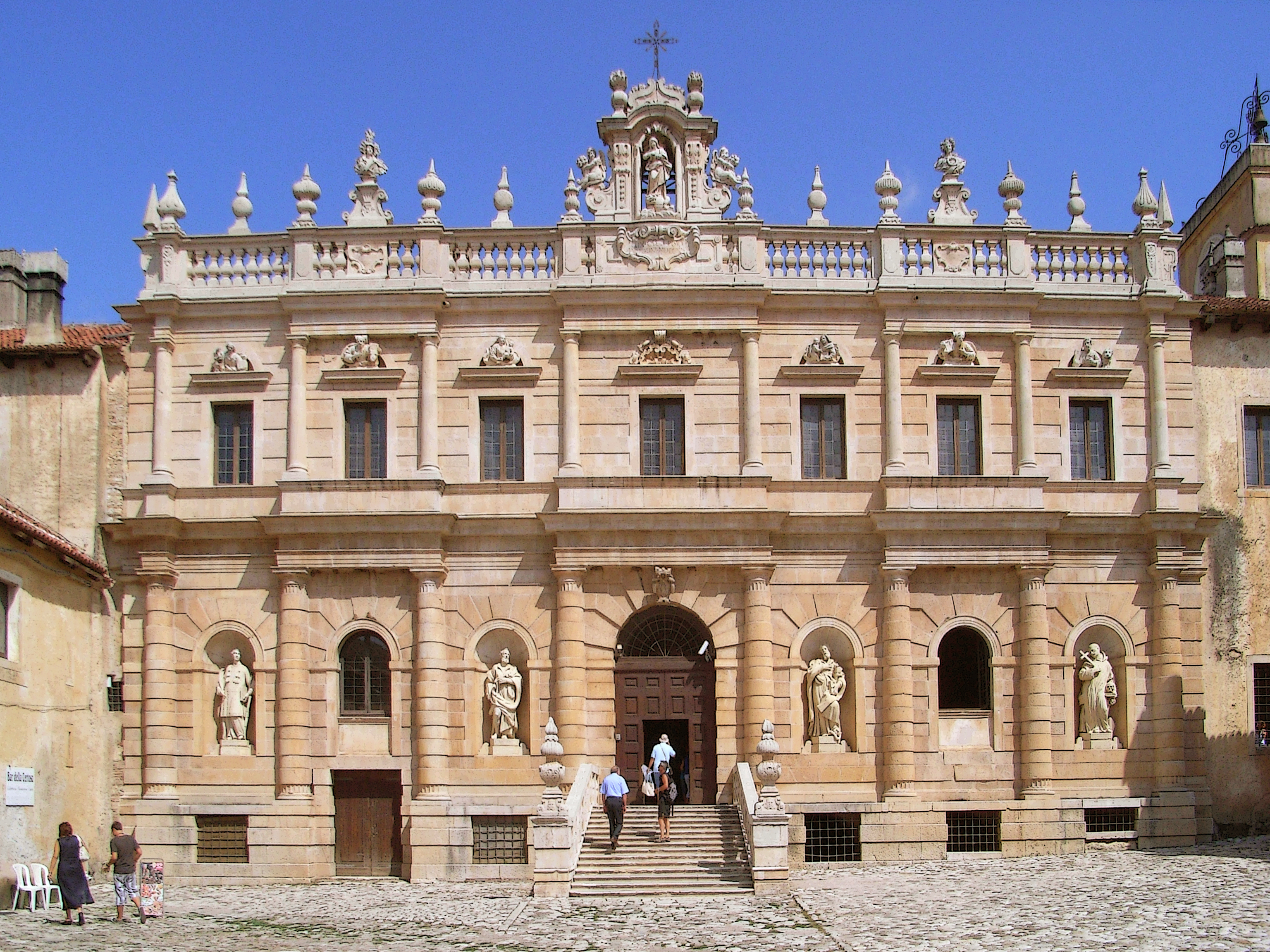
Façade de la Certosa.
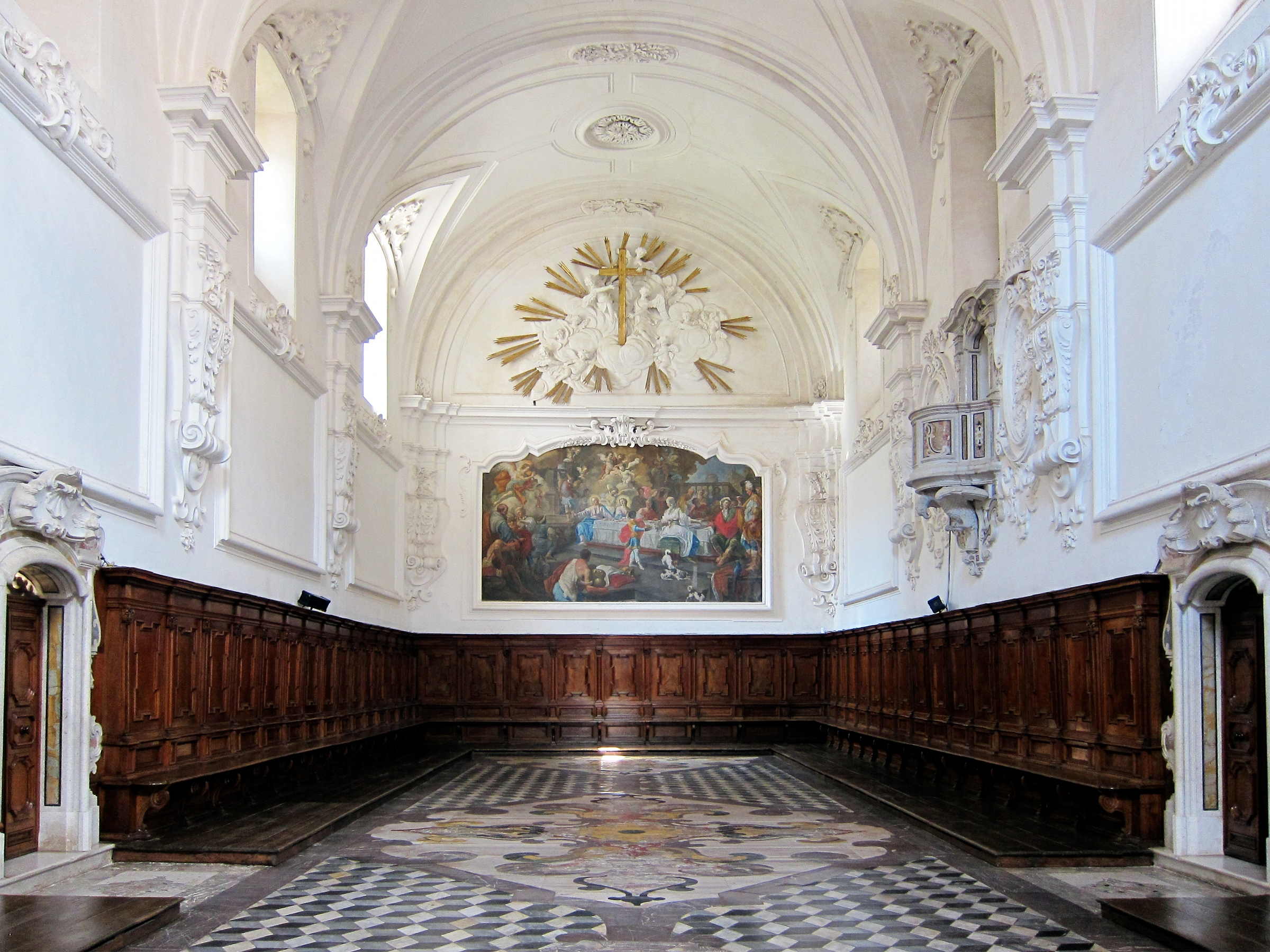
Réfectoire de la Certosa.
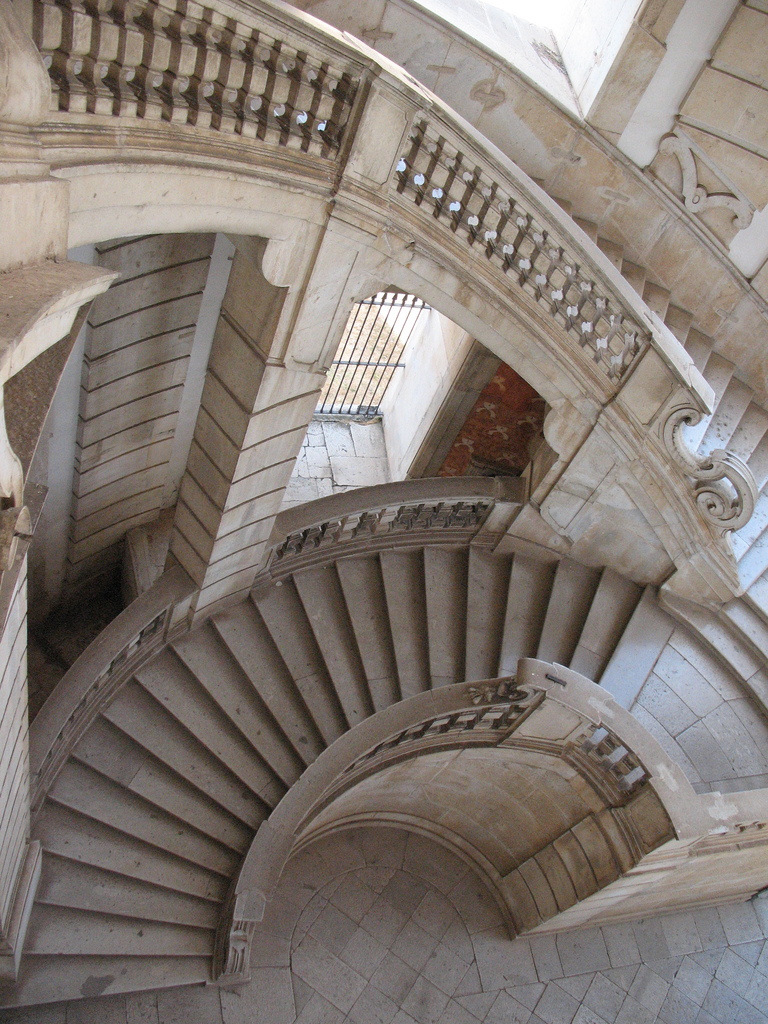
Rampe d'accès à la maison haute par l'escalier elliptique.